# Martina Eginhart
Martina Eginhart (auch Eginhardt; * 12. November 1910 als Martina Anna Maria Rampfl in München; † 27. September 1985 in Gröbenzell) war eine deutsche Schauspielerin, Schauspielpädagogin und Hörspielsprecherin.

## Leben und Wirken
Die Tochter des Rechtsanwalts Martin Rampfl und seiner Frau Ernestine, geb. Kitzinger, erlernte nach dem Besuch eines Lyzeums ihr künstlerisches Handwerk an der Otto-Falckenberg-Schule in München. Sie begann ihre Bühnenkarriere unter ihrem Künstlernamen Martina Eginhart 1933 in Bielefeld und setzte sie in den beiden darauffolgenden Saisonen in Regensburg und Schneidemühl fort. Anschließend kehrte sie in ihre Heimatstadt zurück, wo sie am Theater im Goethesaal und am Bayerischen Staatstheater spielte. Meist wurde sie im Fach der Salondame sowie als Charakterdarstellerin besetzt. Seit 1940 mit ihrem Berufskollegen Ado Riegler verheiratet, war Eginhart zudem über 20 Jahre lang in dessen Schauspiel-Studio als Schauspiellehrerin tätig.
In Film- und Fernsehproduktionen war Martina Eginhart indes ein seltener Gast. Hier spielte sie 1953 in Walter Oehmichens Inszenierung von Brüderchen und Schwesterchen. Als Hörspielsprecherin wirkte sie beispielsweise in Egon L. Frauenbergers Adaption von Otfried Preußlers Kleiner Hexe mit.
Martina Eginhart lebte mit ihrem Mann in Gröbenzell, wo sie 1985 auch starb.

## Filmografie (Auswahl)
- 1936: Stärker als Paragraphen
- 1936: Zeugen gesucht (Kurzfilm)
- 1936: Der lachende Dritte
- 1953: Brüderchen und Schwesterchen

## Hörspiele (Auswahl)
- Die kleine Hexe, Philips (2 Teile)
- Die drei Glückskinder, FASS
- Die Totenmesse (nach Ernst Wiechert), Radio Bremen